# Titus Kofi Beyuo
Titus Kofi Beyuo ( Kucha, 14 de septiembre de 1981) es un político ghanés miembro del 9º Parlamento de la 4ª República de Ghana, representando al distrito de Lambussie bajo las siglas del Congreso Nacional Democrático.   

## Biografía
Graduado en Ciencias por la Universidad de Ghana en 2005, en 2009 obtuvo un grado en Medicina por la misma universidad. Más tarde obtuvo una Maestría en Filosofía (2013) y en 2018 obtuvo un certificado del Instituto de Administración y Gestión Pública de Ghana (GIMPA). Miembro del Colegio de Médicos de Ghana (MGCS) desde 2015, obtuvo una beca (FGCS) del Colegio de Cirujanos de África Occidental en 2018. Posteriormente obtuvo su Doctorado en Filosofía por la Universidad de Utrechten 2022. 

## Vida personal
Su ciudad natal es Kucha y es cristiano por religión.